# Éther dibenzo-18-couronne-6
L'éther dibenzo-18-couronne-6 est un composé aromatique qui peut être obtenu à partir de catéchol et d'éther de dichloroéthyle. Cet éther couronne est un chélateur efficace qui possède une forte affinité pour les cations de métaux alcalins.

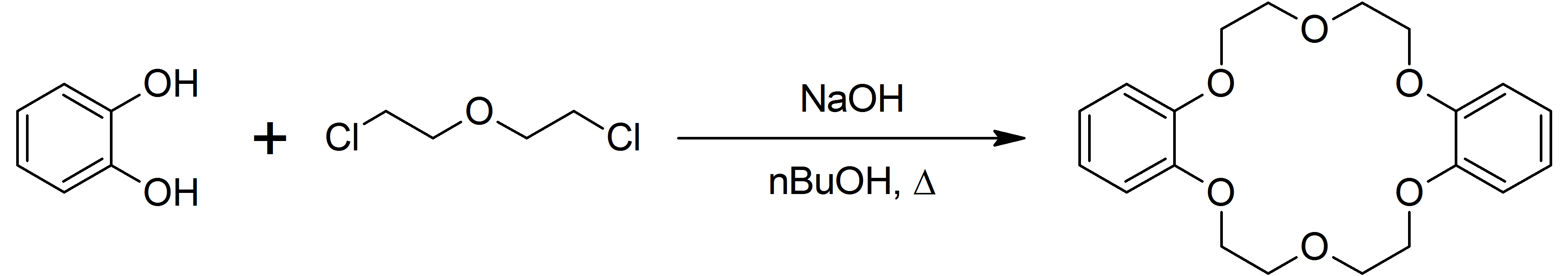
Synthèse de l'éther dibenzo-18-couronne-6 à partir de catéchol et d'éther de dichloroéthyle en présence d'hydroxyde de sodium et de n-butanol.